# 清原優太
清原優太（きよはらゆうた、1993年）は、みかん専門家、柑橘キュレーター。
東京大学みかん愛好会を2014年に設立。日本全体のみかん農家などが連携する「日本みかんサミット」を主催している。
青山shin office（アオヤマシンオフィス）所属。

## 人物
- 東京生まれ、生後すぐにインドネシアへ。
- 生まれた時からみかんがすき。

## 出演
テレビ番組
- ヒルナンデス！（2016年-日本テレビ）
- お願い！ランキング（2016年-テレビ朝日）
- マツコの知らない世界 (2018年1月23、TBS)
- シューイチ（2020年12月13日、日本テレビ）

・極上フルーツ図鑑（2020年12月26日、テレビ東京）
ラジオ番組
- なな→きゅう（2020年12月10日、文化放送）